# 5798 Burnett
5798 Burnett è un asteroide della fascia principale. Scoperto nel 1980, presenta un'orbita caratterizzata da un semiasse maggiore pari a 2,5739857 UA e da un'eccentricità di 0,0973728, inclinata di 8,71646° rispetto all'eclittica.
L'asteroide è dedicato a Donald Burnett, astrofisico del California Institute of Technology.